# Bert Sotlar
Bert Sotlar, slovenski gledališki in filmski igralec, * 4. februar 1921, Kočevje, † 10. junij 1992, Ljubljana.

## Življenjepis
Rodil se je kot četrti od devetih otrok v revni rudarski družini. Njegova mati je bila po rodu Avstrijka iz Althofna na Koroškem. 
Njegova prva filmska vloga je bila interpretacija Izidorja, v danes fragmentarno ohranjenem filmu Visoška kronika (1950), nato pa igral glavno vlogo v srbskem celovečernem filmu Jezero. Od leta 2014 podeljujejo filmske nagrade bert, ki so dobile ime ravno po njem.
Za svoje delo je prejel nagrade:
- Zlata arena, Pulj (1957), za vlogo v filmu Ne okreći se, sine
- Prešernova nagrada za filmsko vlogo 1974;
- Priznanje Metoda Badjura, Celje (1984), za vlogo Primaša Tompe v Veselem gostivanju.

Poročen je bil z baletno plesalko Lidijo Sotlar.

## Filmografija
- Celovečerni filmi: 
  - Svet na Kajžarju (1952),
  - Tri zgodbe(1955),
  - Trenutki odločitve (1955),
  - Ne okreći se, sine (1956),
  - Leto dolga cesta (1958),
  - Rafal u nebo (1958),
  - Dobri stari pianino (1959),
  - Tri četrtine sonca (1959),
  - Square of Violence (1961),
  - Tistega lepega dne (1962) (Štefuc),
  - Kozara (1963),
  - Srečno, Kekec (1963) (Kekčev oče),
  - Ne joči, Peter (1964) (Lovro),
  - Double Circle (1965),
  - Lucija (1965),
  - Cvetje v jeseni (1973) (kmet Presečnik),
  - Sutjeska (1973),
  - Idealist (1976),
  - Četiri dana do smrti (1976),
  - To so gadi (1977) (stari Štebe),
  - Sudbine (1978),
  - Draga moja Iza (1979),
  - Deseti brat (1982),
  - Kiklop (1982),
  - Boj na požiralniku (1982) (Dihur),
  - Veselo gostivanje (1984),
  - P. S. (Post scriptum) (1988).

- Serije
  - Bratovščina Sinjega galeba (1969) (Ante)
  - Geniji ali genijalci (1985) (ravnatelj)